# 新界區專線小巴45線
新界區專線小巴45線是由冠榮車行旗下的運泰實業營辦的一條專線小巴線，來往大興花園至屯門市中心。
運輸署服務詳情表顯示此路線為循環線，實際上在任何情況下，小巴抵達屯門市中心後所有乘客必須落車，而兩邊總站本身亦各有其開出時間，故屬假循環線。

## 歷史
- 1995年12月：運輸署公開招標12組共17條專綫小巴路線，此線與44及49S編為同一組[2]
- 1997年：45線投入服務。
- 2000年12月15日：為配合河旺街改為單程南行，由大興花園開出後，經河旺街直接往震寰路，不經石排頭路。
- 不詳：往大興花園方向，到達蔡意橋後，改經石排頭路（卓爾居段），以配合該路段啟用。
- 2003年10月10日：往屯門市中心方向繞經屯門站公共運輸交匯處。
- 2003年12月20日：來回程繞經屯門站公共運輸交匯處，並增設與九廣西鐵的轉乘優惠，以配合西鐵綫正式通車。
- 2010年3月14日：來回程改經新屯門站公共運輸交匯處。

## 服務時間及班次
- 大興花園開：06:30-22:45（6-7分鐘一班）
- 屯門市中心開：06:30-23:00（6-7分鐘一班）

## 收費
- 全程收費：$3.7

| - 此路線大小同價。 - 65歲或以上長者使用長者或個人八達通（包括「樂悠咭」），合資格殘疾人士使用「殘疾人士身份」個人八達通，以及60至64歲香港居民使用「樂悠咭」繳付車資，均可享有每程劃一$2.0的政府長者及合資格殘疾人士公共交通票價優惠計劃。 - 乘客可以現金或八達通卡於上車時付款，不設找贖。 |

## 行車路線
- 途經：河旺街、震寰路、杯渡路、河傍街、屯門站公共運輸交匯處（如無人於屯門站小巴總站下車，可彈性直接經杯渡路前往屯門鄉事會路）、杯渡路、屯門鄉事會路、屯隆街及屯順街、屯合街、屯門鄉事會路、蔡意橋（當繁忙時間客滿時如無人於屯門新墟或卓爾居下車，可彈性直接經屯門鄉事會路、杯渡路及震寰路前往石排頭路）、石排頭路及河旺街。

| 大興花園開 | 大興花園開             | 大興花園開           |
| 序號       | 車站名稱               | 位置                 |
| ---------- | ---------------------- | -------------------- |
| 1          | 大興花園小巴總站       | 河旺街               |
| 2          | 屯門警署               | 震寰路               |
| 3          | 屯門站                 | 屯門站公共運輸交匯處 |
| 4          | 屯門市中心             | 屯順街               |
| 5          | 聖公會聖西門呂明才中學 | 屯門鄉事會路         |
| 6          | 卓爾居                 | 石排頭路             |
| 7          | 翠林花園               | 石排頭路             |
| 8          | 大興花園小巴總站       | 河旺街               |

## 用車
此路線使用4輛豐田Coaster小巴行走，如遇用車故障，可能會從同組別的44、44A、44A1、44B及44B1線車輛支援。
| 45線用車列表 | 45線用車列表 | 45線用車列表                                                               |
| ------------ | ------------ | -------------------------------------------------------------------------- |
| 車牌         | 車種代號     | 備註                                                                       |
| LS9767       | 2004年5LS2   | 原屬44A用車 替代已退役的LU1482（2004年5LS2）                               |
| LZ897        | 2005年5LS2   | 原屬44A用車 亦為進智公交港島10／31線前用車 替代已退役的HN2651（1997年3代） |
| LZ8248       | 2005年5LS2   | 原屬44A用車 替代已退役的HL6869（1997年3代）                                |
| MB2383       | 2005年5LS2   | 原屬44B1用車 替代已退役的NA139（1997年3代）                                |

## 使用狀況
由於本線收費遠比輕鐵低廉（收費只是$3.7），而且能直達距離輕鐵站較遠的地方，備受大興花園居民歡迎，在屯門市中心經常出現大排長龍等候本線的情況。

## 第一代新界45線
- 1984年2月1日：運輸署公開招標11組共20條專綫小巴新路線，此線與第一代46線編為同一組。[3]
- 1984年8月20日：第一代45線投入服務，來往山景邨及屯門碼頭（即現時翠寧花園／豐景園一帶）。[4]
- 1985年9月11日：繞經新墟街市並增設由屯門碼頭前往該處的分段收費。[5]
- 1986年12月5日：屯門碼頭總站改稱友愛（南）。
- 約1988年：改為循環線，於安定邨折返。
- 1988年9月4日：改由九鐵巴士接辦，並派出24座位中型巴士行走。[6]
- 1988年9月18日：配合輕便鐵路首期通車，持有該年八月及九月份輕鐵月票的人士可免費乘搭此路線，有效期至9月24日止。[7]
- 1988年9月25日：取消服務。屯門區議會交通小組曾通過保留此路線，但運輸署認為此路線與輕鐵重疊，「不需要」此路線行走。[8]

## 外部連結
- 新界45號小巴線 搭車 EASY （页面存档备份，存于）